# Ллойд Джордж, Дэвид
Дэвид Ллойд Джордж, 1-й граф Дуйвор, виконт Гвинед (англ. David Lloyd George) (17 января 1863 — 26 марта 1945) — британский политический деятель, последний премьер-министр Великобритании от Либеральной партии (1916—1922). Близкий друг Уинстона Черчилля.
Единственный премьер-министр Великобритании, не совмещавший этот пост с постом лидера одной из политических партий страны.

## Биография
Родился в семье учителя, стажировался в качестве адвоката в городе Портмадог в Уэльсе, принимая активное участие в местной политической жизни.
В 1890 году был избран депутатом от либералов в парламент. В период англо-бурской войны 1899—1902 годов резко выступил против политики Великобритании.
В 1905—1908 годах Ллойд Джордж был министром торговли в кабинете Г. Кэмпбелл-Баннермана, а в 1908 году занял пост министра финансов в правительстве Г. Асквита. В 1909 году представил свой знаменитый «Народный бюджет», который предусматривал повышенные налоги на предметы роскоши, доходы и пустующие земли лендлордов. Принятый палатой общин, этот бюджет был провален консервативным большинством в палате лордов, но, когда в 1910 году правительство либералов получило поддержку на выборах, бюджет был всё же принят.
В 1911 году Ллойд Джордж провёл через парламент закон о государственном страховании, дававший право на обеспечение по болезни и нетрудоспособности, а также закон о страховании по безработице.
Этими реформами он пытался завоевать популярность в народных массах и предотвратить создание в Англии революционной партии рабочего класса.
Когда началась Первая мировая война, Ллойд Джордж ещё год оставался министром финансов, а затем стал главой вновь созданного министерства вооружения. В июне 1916 года после гибели Китченера он был назначен военным министром.
Путём интриг и сговора с консерваторами, ценой раскола Либеральной партии Ллойд Джордж добился падения либерального правительства и отставки Асквита. 5 декабря 1916 года Ллойд Джордж стал премьер-министром коалиционного правительства.
Во время войны отстаивал лозунг доведения борьбы до полного разгрома Германии. Требовал перенесения центра тяжести английских военных усилий из Западной Европы на Ближний Восток, на Балканы, в проливы, в восточное Средиземноморье. Эта стратегия преследовала экспансионистские цели: переложить главную тяжесть войны в Европе на союзников, преградить путь русским армиям на Балканы, обеспечить к концу войны полное господство британских вооружённых сил на Ближнем и Среднем Востоке.
После Октябрьской революции Ллойд Джордж поддержал военную интервенцию против большевистской России и её блокаду, оказывал помощь вооружением и деньгами руководителям белых армий — Деникину, Колчаку и Юденичу.

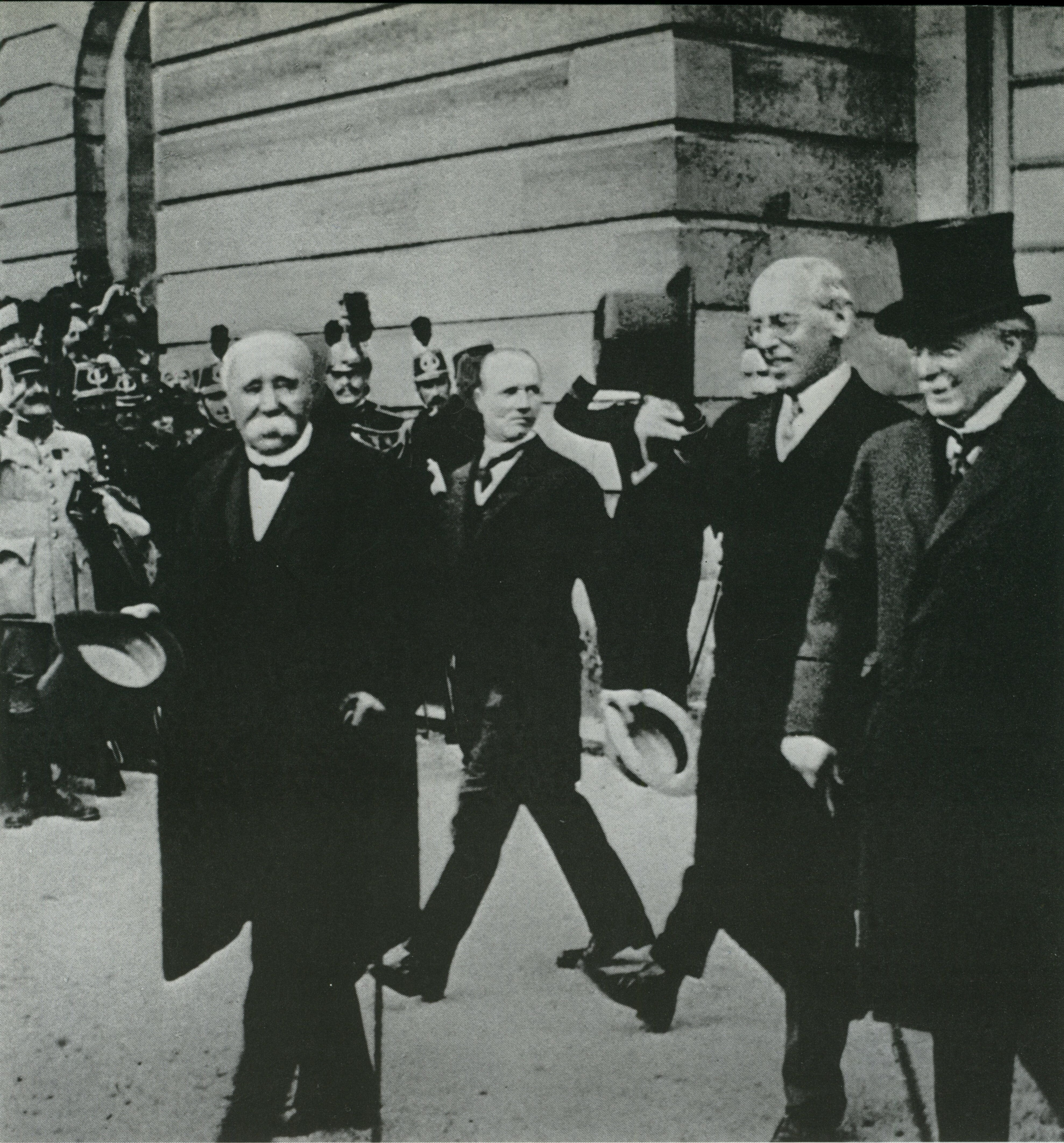
Подписавшиеся стороны Версальского мира. Ж. Клемансо, В. Вильсон, Д. Ллойд Джордж. Париж, 1919 год.

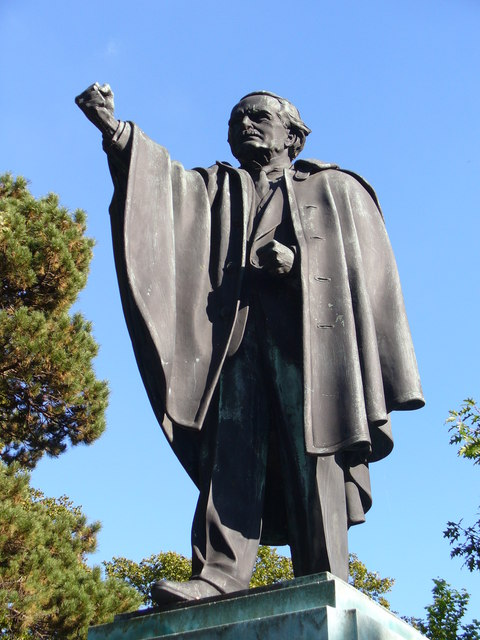
Памятник Ллойд Джорджу в Кардиффе

Ллойд Джордж подписал в 1919 году Версальский мирный договор от имени Великобритании, на переговорах при его подписании Ллойд Джордж проявил сдержанность и уступчивость.
В 1919−1921 годах шла война за независимость Ирландии, в результате которой правительству Ллойд Джорджа в декабре 1921 года пришлось признать образование Ирландского Свободного Государства, получившего статус доминиона.
В 1922 году наметился кризис во взаимоотношениях между либералами и консерваторами. Будучи сторонником укрепления имперских позиций на Ближнем и Среднем Востоке и на Балканах, Ллойд Джордж стал вдохновителем и организатором интервенции в Турцию в целях жестокого подавления народно-освободительного движения в стране и превращения её в британскую колонию. Политика Ллойд-Джорджа привела ко греко-турецкой войне (1920—1922). Осенью 1922 года сторонники Мустафы Кемаля победили в войне с Грецией, которую поддерживала Великобритания, и 11 октября было заключено перемирие на выгодных для сторонников Кемаля условиях. Это стало серьёзным поражением внешнеполитического курса Ллойд Джорджа, после чего консерваторы отказались его поддерживать, и 20 октября 1922 года он подал в отставку.
Упадок Либеральной партии привёл к падению политической роли Ллойд Джорджа, хотя он сохранял до конца жизни известное влияние в стране. В 1926—1931 годах был лидером Либеральной партии.
С 1923 года Ллойд Джордж считался политиком с прогерманскими взглядами и даже приветствовал приход Гитлера к власти в Германии. Он считал справедливыми территориальные претензии Германии, а также её стремление возвратиться в ранг «сверхдержавы». Он также верил в миролюбивые намерения Гитлера, считая что Гитлер лишь занимается обороной страны и что война между Германией и СССР невозможна как минимум в ближайшие десять лет. Убедившись в обратном, стал активно выступать за англо-советское соглашение и единство действий Англии и Советского Союза в целях пресечения германской агрессии.

## В культуре
- Ллойд Джордж является одним из основных действующих героев в героико-сатирической пьесе В. В. Маяковского «Мистерия-Буфф».
- Является персонажем ряда исторических фильмов: «Незабываемый 1919 год» (1951) (в роли Виктор Кольцов), «Москва — Генуя», 1964 (Владимир Белокуров), «Крах операции «Террор»», 1980 (Хенрих Шпетыньский), «Чичерин», 1986 (Владимир Самойлов), «Британский агент», 1934 (Джордж Пирс), «Молодой Уинстон», 1972 (Энтони Хопкинс).

## Произведения
- Мир-ли это? / Пер. с англ. Н. Соловьева. Предисл.: А. К. Вязин. — Ленинград ; Москва : Пучина, 1924. — 246, [1] с.
- Ллойд Джордж Д. Военные мемуары / пер. с англ. И. Звавича. — М.: ОГИЗ, 1934—1938. — 5 т.
- Ллойд Джордж Д. Речи, произнесённые во время войны: Воспоминания. Мемуары. / Пер. с англ. — Минск: Харвест, 2003. — 208 с. — (Воспоминания. Мемуары). — ISBN 985-13-1639-3
- Правда о мирных договорах : в 2 т. : / Пер. с англ. под ред. В. Г. Трухановского; вступ. статья А. Д. Никонова [с. 5-23]. — М. : Изд-во иностр. лит., 1957. — 655 + 555 с.